# Скоттс-роуд

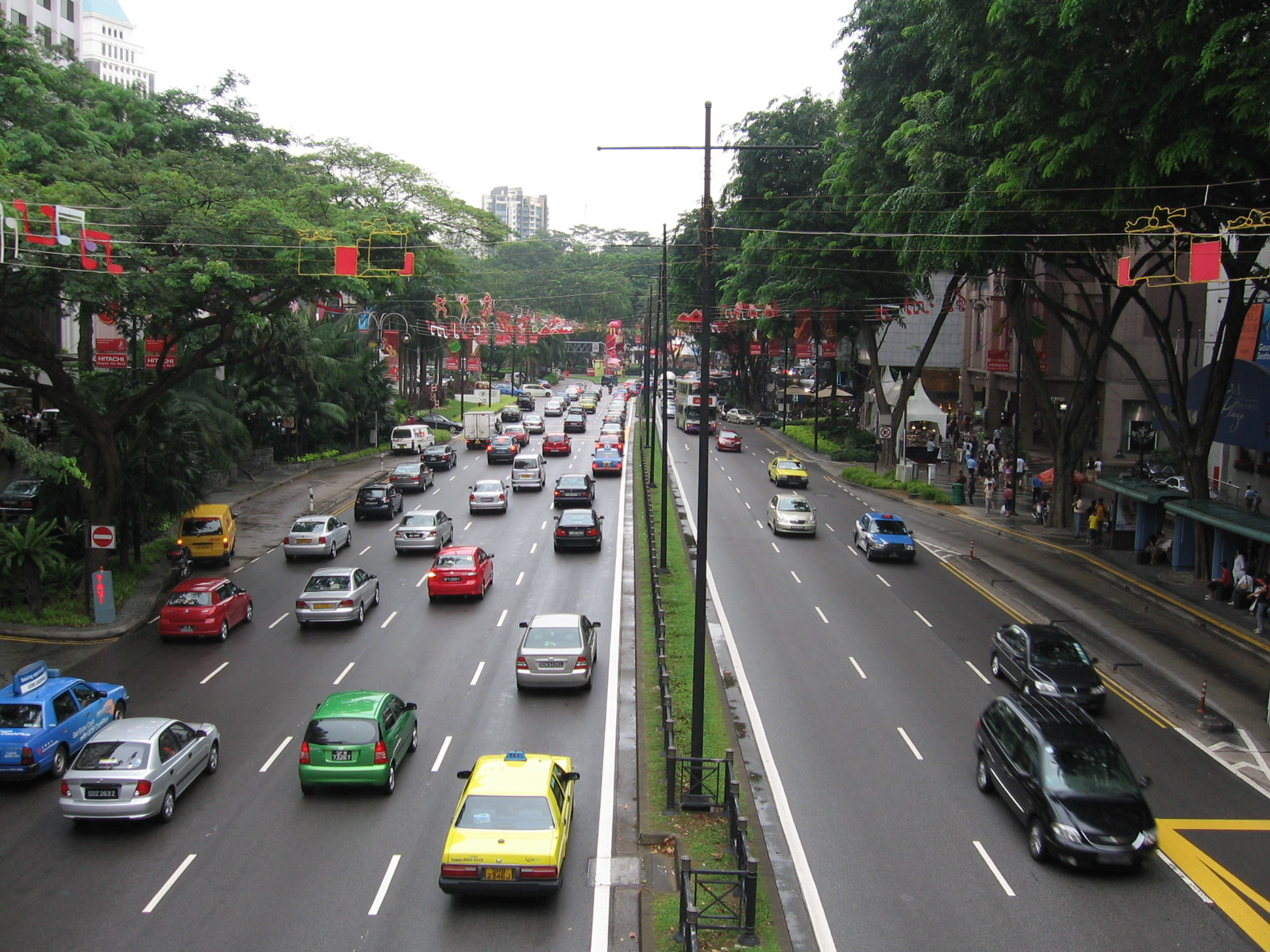
Загальний вид на Скоттс-Роуд з підйомного мосту, 2005

Scotts Road (кит.: 史各士路) — вулиця, Scotts Road розташована в центральному районі Сінгапура. Вулиця простягається від перетину з Orchard Road до перехрестя з Newton Circus. Вона названа на честь капітана Вільяма Г. Скотта, портового майстра та поштового майстра Сінгапура в 1836 році, який володів нерухомістю та плантаціями в районі, де зараз знаходиться Scotts Road.

## Історія
Вільям Г. Скотт (нар. 3 травня 1786 року - пом. 18 грудня 1861 року, Сінгапур) був двоюрідним братом відомого романіста сера Вальтера Скотта, а також портовим майстром та поштовим майстром Сінгапура в 1836 році. Один з найшанованіших мешканців того часу, він був відомий своєю добродійністю, гостинністю та добрим серцем. Скотт володів плантацією Claymore, третьою за величиною в Сінгапурі, яка славилася вирощуванням морського бавовнику, стрілоподібного кореня, какао, бетельного горіха та різноманітних фруктів, таких як рамбутан, чику, мангостин і дуриан. Плантація простягалася від кута Orchard Road і Scotts Road (сучасна будівля Shaw House) до місця, де зараз знаходиться Tanglin Club. Скотт також володів нерухомістю в цьому районі. Claymore також було названо на честь його будинку. У 1848 році повідомлялося, що він мав другу за величиною плантацію мускатного горіха в Сінгапурі, з приблизно 5 200 деревами. Його дім був невеликим хатинкою з пальмового листя, що називалася "Hurricane Cottage". Активний член ложі Фрімасонів Zetland, його портрет висів у їхніх приміщеннях протягом багатьох років. Він помер 18 грудня 1861 року і був похований на Старому християнському кладовищі у Форт Каннінг.
Після 1840-х років Scotts Road перетворилася на престижний житловий район, оскільки плантаційні землі навколо були замінені приватними будинками, переважно бунгало в старому перанаканському стилі. До 1984 року в районі розташовувалися розкішні вілли з архітектурою початку 20 століття, з портехом для кінних екіпажів, високими стелями та верандами, які створювали відмінний і розкішний міський пейзаж.

## Опис
Будучи в серці району Orchard Road, вулиця має характерні будівлі, такі як старий кінотеатр Lido і Shaw House, офіційно відкритий 22 листопада 1958 року. До будівництва Shaw House ділянка, на якій він розташований, була порожньою, з єдиною станцією Esso. Земля була частиною Гранту № 23 від Ост-Індської компанії Вільяму Скотту, виданого 2 квітня 1845 року. Старий Lido був реконструйований в сучасну 22-поверхову будівлю Shaw House (Lido Theatre), яка відкрилася у 1993 році після трирічного відновлення. Інший старовинний об'єкт, який не пережив післявоєнні часи, був Tropicana, перший театральний ресторан і нічний клуб Сінгапура, який розташовувався на місці, де зараз знаходиться Pacific Plaza, торгово-офісний комплекс.
Сьогодні вулиця насичена численними п’ятизірковими готелями, такими як Goodwood Park Hotel, Grand Hyatt Hotel та Singapore Marriott Hotel (раніше Dynasty Hotel). Популярні торгові та розважальні комплекси включають Tangs, Far East Shopping Centre і Far East Plaza, а також такі заклади як The American Club і Scotts Tower (побудований у 1985 році). Декілька старих бунгало все ще стоять ближче до частини вулиці біля Newton Circus.

## Сучасність
Scotts Road розташована в серці торгового району Orchard Road, який є одним з найжвавіших комерційних центрів Сінгапура. Вулиця є домівкою для численних п’ятизіркових готелів, таких як Goodwood Park Hotel, Grand Hyatt Hotel і Singapore Marriott Hotel (раніше Dynasty Hotel). Тут також розташовані популярні торгові комплекси, включаючи Tangs, Far East Shopping Centre та Far East Plaza. Серед нових архітектурних об'єктів — Scotts Tower, завершений у 1985 році, і Orchard Scotts Residences.

## Транспорт
Scotts Road має добре розвинену транспортну інфраструктуру. Вулиця з'єднана з іншими частинами міста завдяки численним автобусним маршрутам, а найближчі станції метро включають Orchard MRT Station і Newton MRT Station. Це забезпечує зручний доступ до основних торгових і ділових районів Сінгапура.